# Big Sur (roman)
Pour les articles homonymes, voir Big Sur (homonymie).
Big Sur (titre original : Big Sur), du nom de la partie de la côte californienne du même nom, est un roman de l'écrivain américain d'origine franco-canadienne Jack Kerouac, et publié en 1962. Le roman paraît en France en 1966 chez Gallimard, dans une traduction de Jean Autret.

## Résumé
Le héros, Jack Duluoz, est Kerouac lui-même, qui a décidé, fatigué par sa vie de débauche, de se réfugier au bord de la mer, à Big Sur, dans une cabane isolée. Il manque de devenir fou, en dépit de quelques moments de bonheur et de solitude créatrice. Il décide donc de revenir à San Francisco et de reprendre sa vie de beatnik.
Les personnages de Big Sur font référence à des personnages réels :
| Personnages réels     | Personnages fictifs du roman |
| --------------------- | ---------------------------- |
| Jack Kerouac          | Jack Duluoz                  |
| Neal Cassady          | Cody Pomeray                 |
| Carolyn Cassady       | Evelyn                       |
| Lawrence Ferlinghetti | Lorenzo Monsanto             |
| Philip Whalen         | Ben Fagan                    |
| Allen Ginsberg        | Irwin Garden                 |
| Robert Lavigne        | Robert Browning              |
| Michael McClure       | Pat McLear                   |
| Jackie Gibson Mercer  | Willamine "Billie" Dabney    |
| Albert Saijo          | George Baso                  |
| Gary Snyder           | Jarry Wagner                 |
| Alan Watts            | Arthur Wayne                 |
| Victor Wong           | Arthur Ma                    |
| Lew Welch             | David Wain                   |
| Lenore Kandel         | Ramona Swartz                |

## Adaptation au cinéma
Big Sur, film dramatique américain réalisé par Michael Polish, sorti en avant-première aux  États-Unis en janvier 2013.